# Anna Bugge

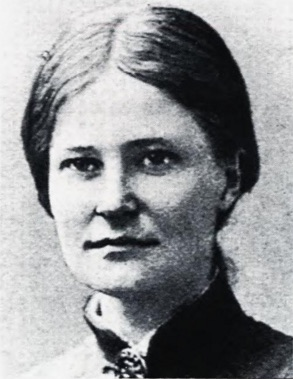
Anna Bugge-Wicksell

Anna Bugge (* 17. September 1862 in Egersund; † 9. Februar 1928 in Stockholm), nach ihrer Heirat auch Anna Bugge Wicksell, war eine norwegische und schwedische Frauenrechtlerin, Juristin, Schriftstellerin und Diplomatin. Sie war von 1888 bis 1889 Präsidentin der Norsk Kvinnesaksforening.
Nach ihrer Heirat mit dem Ökonomen Knut Wicksell übersiedelte sie 1889 nach Schweden, wo sie als Diplomatin tätig war. Sie wurde 1921 als Mitglied der permanenten Mandatkommission des Völkerbundes, und somit als erster weibliche Amtsträger des Völkerbundes, ernannt.

## Schriften
- Fredsrörelsen på 1890-talet, Stockholm : Albert Bonniers Förlag, 1901
- Neutrala staters och deras undersåtars rättigheter och skyldigheter under krig, Lund, 1914
- Där skiljedom icke räcker till, Lund : H. Ohlssons boktryckeri, 1917
- Nationernas förbund, Stockholm : Albert Bonniers Förlag, 1925